# Zdeněk Rygel
Zdeněk Rygel (Slezská Ostrava, 1º marzo 1951) è un ex calciatore cecoslovacco, di ruolo difensore.